# Ромашково (Одинцовський район)
Рома́шково (рос. Ромашково) — село в Одинцовському районі Московської області Російської Федерації.

## Розташування
Село Ромашково входить до складу міського поселення Одинцово, воно розташовано поруч із МКАД. Найближчі населені пункти Німчиновка. Залізнична платформа Ромашково на Усовському відгалуженні Білоруського напрямку МЗ.

## Населення
Станом на 2010 рік у селі проживало 741 людей.

## Пам'ятки архітектури
У селі знаходиться пам'ятка історії місцевого значення — церква Миколая Чудотворця ХІХ століття.